# Skepp till Indialand
Skepp till Indialand är en svensk dramafilm från 1947 i regi av Ingmar Bergman. I huvudrollerna ses Holger Löwenadler, Birger Malmsten och Gertrud Fridh.  

## Handling
Johannes Blom jobbar som bärgare på sin fars bärgningsbåt. De ligger ute i kustbandet och väntar medan fadern är inne i stan och förlustar sig. När han återvänder har han med sig den unga Sally, som han egentligen har tänkt dra utomlands med. När Johannes förälskar sig i henne blir det en kamp mellan honom och fadern.

## Om filmen
Skepp till Indialand visades vid filmfestivalen i Cannes 1947, där juryn gav filmen ett hedersomnämnande. Filmen hade premiär den 22 september 1947 på biograf Royal vid Kungsgatan i Stockholm. Den är baserad på Martin Söderhjelms teaterpjäs Skepp till Indialand, vilken uruppfördes på Svenska Teatern i Helsingfors 1946. Filmen spelades in vid Sandrew ateljéer, på Gröna Lund i Stockholm och vid Torö i Nynäshamn. Filmen har visats vid ett flertal tillfällen i SVT, bland annat 1995, 1999 och i augusti 2023.

## Rollista i urval
- Holger Löwenadler – Alexander Blom, kapten på bärgningsbåt
- Anna Lindahl – Alice Blom, hans hustru
- Birger Malmsten – Johannes Blom, deras son, styrman
- Gertrud Fridh – Sally, varietésångerska
- Naemi Briese – Selma
- Hjördis Petterson – Sofi
- Lasse Krantz – Hans, besättningsman
- Jan Molander – Bertil, besättningsman
- Erik Hell – Pekka, besättningsman
- Åke Fridell – varietédirektör
- Peter Lindgren – utländsk besättningsman
- Rolf Bergström – Alexanders kumpan
- Gustaf Hiort af Ornäs – Alexanders kumpan
- Kiki – dvärg på varitén
- Ingrid Borthen – flicka på gatan
- Gunnar Nielsen – ung man på stranden
- Amy Aaröe – ung flicka på stranden
- Douglas Håge – tullman (bortklippt i den slutliga filmen)

## Musik i filmen
- "Cabaretvisa (Kom hem, du vackra gosse)", kompositör Erland von Koch, text Gardar, sång Gertrud Fridh

## DVD
Filmen gavs ut på DVD 2007.